# Bochumer Modell
Das Bochumer Modell war die Vorläufer-Einrichtung des Universitätsklinikums der Ruhr-Universität Bochum. Es war eine vorübergehende Lösung für Probleme, die den Ausbau der medizinischen Fakultät der Ruhr-Universität Bochum in den 1970er Jahren behinderten, und ermöglichte damit Studierenden der Medizin an der Ruhr-Universität Bochum, ihre klinische Ausbildung in „normalen“ Krankenhäusern zu absolvieren.

## Entwicklung
Anlass waren finanzielle Engpässe und politische Probleme beim Ausbau der Medizinischen Fakultät in Bochum im Jahre 1975: Das geplante Klinikum wurde nicht gebaut, ein Haftkrankenhaus in unmittelbarer Nähe entfiel wegen des Widerstandes der Bevölkerung im Stadtteil Querenburg (insbesondere unter Beteiligung des Vereins „pro grün“) und die Gebäude MB und MC in der Medizingebäudereihe der Ruhr-Universität Bochum blieben über Jahrzehnte Investitionsruinen. Zudem war im Jahre 1972 das Universitätsklinikum Essen aus der Ruhr-Universität ausgegliedert und in die neu gegründete Universität-Gesamthochschule Essen überführt worden.
Am 25. Januar 1977 beschloss die Landesregierung Nordrhein-Westfalens, ab dem Wintersemester 1977 die Medizinstudierenden für die klinische Ausbildung in benachbarte Krankenhäuser zu schicken. Der Vorteil dieses ungewöhnlichen Konzepts besteht in der Praxisnähe, allerdings existiert ein hoher logistischer Aufwand für die Studierenden. Hierdurch war das Problem des Fehlens eines eigenen Klinikums gelöst.
Im Jahre 1987 wurden diese Verträge um weitere 10 Jahre verlängert, der neueste Vertrag zwischen dem Land NRW und Kliniken wurde am 24. Juni 1998 unterzeichnet und das Modell in „Klinikum der Ruhr-Universität Bochum“ (heute „Universitätsklinikum der Ruhr-Universität Bochum“) umbenannt. Seither stellen die Mehrzahl der beteiligten Kliniken nichtlandeseigene Universitätskliniken dar, ein Sonderfall in Deutschland.
Im Jahre 1998 wurde die Zusammenarbeit zwischen den Kliniken und der Ruhr-Universität Bochum dauerhaft festgeschrieben. Auf dieser Grundlage wurde im September 2008 der Verband Klinikum der Ruhr-Universität Bochum mit koordinierenden Aufgaben auf klinischem, wissenschaftlichem und didaktischem Gebiet gegründet.
Das Bochumer Modell wurde seitdem um einige Kliniken im Raum Ostwestfalen-Lippe erweitert. Seit Oktober 2016 kann man den klinischen Studienabschnitt Johannes-Wesling-Klinikum in Minden fortsetzen. Die Lehre findet sowohl dort, als auch am Klinikum Herford und im Krankenhaus Lübbecke-Rahden statt.

## Beteiligte Krankenhäuser
Im August 2009 waren die folgenden Krankenhäuser bzw. ihre Abteilungen am Modell beteiligt:
- Berufsgenossenschaftliches Universitätsklinikum Bergmannsheil
- Knappschaftskrankenhaus Bochum-Langendreer
- St. Josef-Hospital Bochum
- Marienhospital Herne
- LWL-Universitätsklinik Bochum – Psychiatrie – Psychotherapie – Psychosomatik – Präventivmedizin (ehem. Westfälisches Zentrum Bochum – Psychiatrie und Psychotherapie)
- Klinik für Psychosomatische Medizin und Psychotherapie des LWL-Universitätsklinikums der Ruhr-Universität Bochum (ehem. Abt. für Psychosomatik und Psychotherapeutische Medizin, Universitätsklinik an der LWL-Klinik Dortmund)
- LWL-Universitätsklinik Hamm – Kinder- und Jugendpsychiatrie – Psychotherapie – Psychosomatik
- Herz- und Diabeteszentrum Nordrhein-Westfalen (in Bad Oeynhausen, landeseigen)
- Berufsgenossenschaftliches Forschungsinstitut für Arbeitsmedizin (in Bochum)
- Universitätsklinik für Hals-Nasen-Ohren-Heilkunde und Kopf- und Halschirurgie am St. Elisabeth-Hospital Bochum
- Institut für Pathologie der Ruhr-Universität Bochum an den Berufsgenossenschaftlichen Kliniken Bergmannsheil, dort ist auch das Mesotheliomregister.